# 8 Noyabr (Metro Baku)

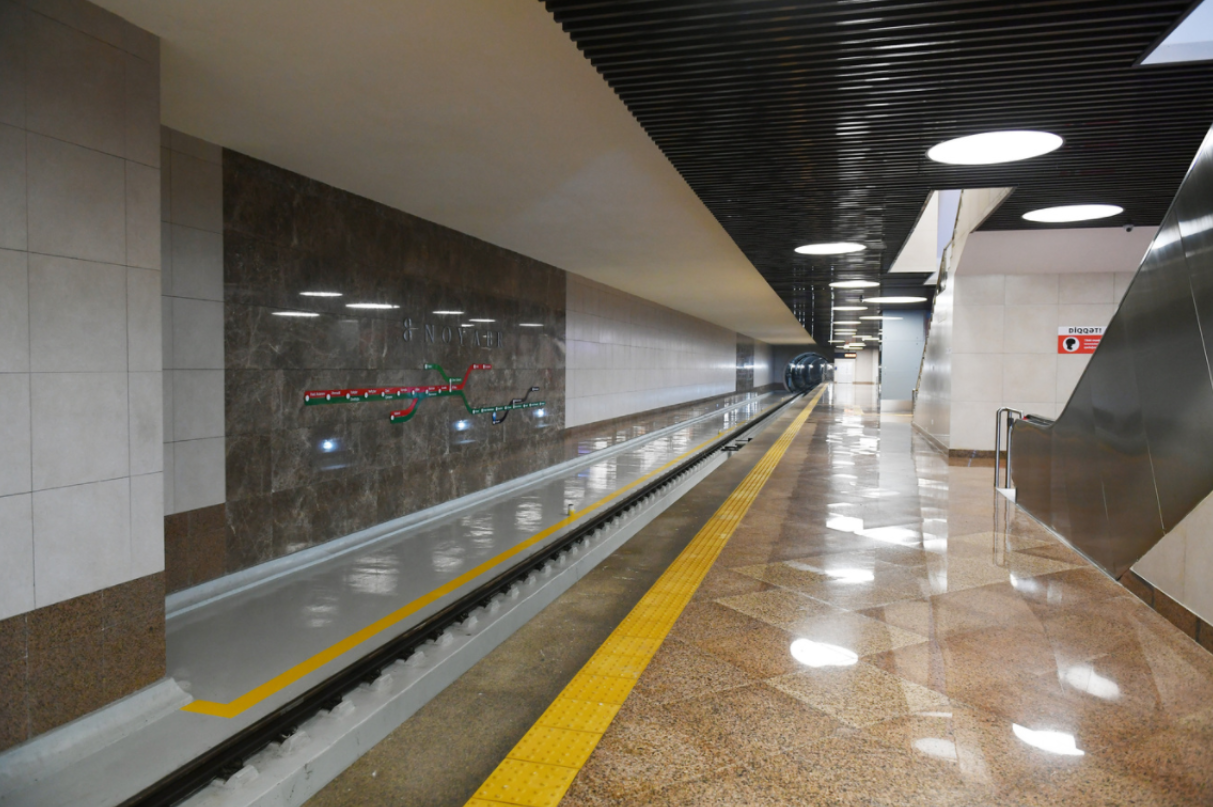

8 Noyabr (deutsch: 8. November) ist eine Station der Linie 3 (Lila Linie) der Metro Baku. Der Bahnhof wurde zum Gedenken an den Tag des Sieges Aserbaidschans am 8. November benannt.

## Geschichte
Die Vorbereitungen für den Bau der Station begannen bereits im Jahr 2012, als der Verkehr auf sämtlichen naheliegenden Straßen gesperrt wurde. In den nächsten 4 Jahren wurden Tunnel von der Station Memar Əcəmi-2 aus verlegt. Nach der Eröffnung der ersten beiden Stationen der Lila Linie kündigte die Betreibergesellschaft der Metro Baku an, dass die dritte Station im Jahr 2018 eröffnet wird. Die Arbeiten wurden jedoch nicht rechtzeitig abgeschlossen und die Eröffnung wurde auf 2019 verschoben. Daraufhin wurde 2020 als neuer Eröffnungstermin angekündigt, konnte jedoch erneut nicht eingehalten werden. Am 8. Dezember 2020 wurde ein Name für die neue Station festgelegt: „8 Noyabr“. Dies war der persönliche Wunsch des Präsidenten İlham Əliyev.
Am 29. Mai 2021 wurde die Station eröffnet und von İlham Əliyev besucht.